# Lago di Suviana
Il lago di Suviana è un bacino artificiale situato nella Valle del Limentra, nell'Appennino bolognese, presso la località di Suviana.  Con una superficie di 1,5 km² e una lunghezza di 3 km è il lago più esteso della città metropolitana di Bologna e uno dei maggiori della regione Emilia-Romagna.

## Storia
All’inizio degli anni Venti l’amministrazione delle Ferrovie dello Stato decise di dar corso alla realizzazione degli impianti idroelettrici dell’alto Reno e Limentra.
Nel 1928, allo scopo di alimentare una centrale idroelettrica, affinché fornisse energia alla nuova linea ferroviaria Bologna-Firenze, detta la Direttissima, iniziò la costruzione di una diga nei pressi di Suviana, che allora era solamente un piccolo borgo.
La formazione del lago iniziò al termine dei lavori della realizzazione dello sbarramento, che costò la vita a tredici operai. La data in numeri romani, tuttora apposta sul fronte della diga, riporta l'anno 1932.
Il 9 settembre 1933, il luogo fu visitato dal re Vittorio Emanuele III.
Durante la Seconda Guerra Mondiale, nel 1944 la diga fu colpita per fortuna in modo non grave da bombardamenti degli alleati, mentre nel settembre dello stesso anno, prima di ritirarsi, le truppe tedesche collocarono gli esplosivi sulle turbine della centrale elettrica di Suviana, che bruciò per alcuni giorni.
Nel dopoguerra, lungo la costa, si formarono le prime attrazioni turistiche e nel 1995 l'area è stata inserita nel Parco regionale dei laghi Suviana e Brasimone.
Nel pomeriggio di martedì 9 aprile 2024 alla centrale di Bargi si è verificato un grave incidente sul lavoro, che ha causato sette morti e cinque feriti.

## Geologia e idrologia
Il bacino è alimentato principalmente dal torrente Limentra orientale (o Limentra inferiore). Le due sponde bagnano il comune di Camugnano, a est, e il comune di Castel di Casio a ovest. Sul lago si affacciano i paesini di Suviana, Baigno, Badi, Bargi e Stagno.

## Clima
La zona di Suviana ha un clima mediterraneo. Le estati sono calde e secche e in inverno la temperatura è fredda. La temperatura media annuale a Suviana è di 17° gradi e in un anno cadono 546 mm di pioggia. Il clima è asciutto per 173 giorni l'anno, con un'umidità media dell'77% e un indice UV di 4. Il mese più caldo è luglio con una temperatura media di 28 °C, mentre il più freddo è gennaio con 7 °C.

## Ambiente
Il territorio che circonda il lago di Suviana è ricoperto prevalentemente da boschi di pino, nonché di rovere, frassino, castagno e abete rosso e grazie all'istituzione del parco, vivono protette varie specie di cervi, caprioli, cinghiali e daini. Sono presenti anche specie aviarie come il picchio rosso maggiore e il picchio verde.

## Sfruttamento energetico

### Centrale idroelettrica di Suviana
La centrale idroelettrica di Suviana costruita negli anni 30, in concomitanza con la realizzazione del bacino, è collocata a valle della diga ed è tuttora attiva. Possiede una potenza efficiente lorda di 26 760 kW, sfruttando le acque del bacino di Suviana e quelle del bacino di Pavana, cui il lago è collegato attraverso una galleria idraulica lunga 2691 m.

### Centrale idroelettrica di Bargi
La centrale idroelettrica di Bargi, costruita nel 1975 sulla sponda sudorientale del lago, è gestita da Enel Green Power. Essa contiene due gruppi turbina-generatore da 165 000 kW caduna, una di produzione Riva Calzoni e una della De Pretto-Escher Wyss, che la rendono in grado di erogare fino a 330 000 kW complessivi di potenza elettrica nella rete nazionale.
Nel pomeriggio di martedì 9 aprile 2024 è stata il luogo di un grave incidente sul lavoro, che ha causato sette morti e cinque feriti.
 Bargi (330 MW)
 Suviana (27 MW)
 Santa Maria (6,16 MW)
 Pavana (0,11 MW)
 Le Piane (10 MW)
 Le Pioppe (0,3 MW)

## Caratteristiche della diga
La diga è del tipo a gravità con pianta leggermente arcuata, alta 96 metri sul punto più profondo delle fondazioni e lunga 225 metri, per un volume di 288.000 m3. il paramento di monte è rivestito di calcestruzzo proiettato, mentre a valle non ha rivestimento. Il lago formato raggiunge un volume di 46,7 milioni di m3.

## Turismo
Il lago, che è compreso nel territorio del Parco regionale dei laghi Suviana e Brasimone, viene utilizzato non soltanto per la produzione di energia idroelettrica ma anche per attività balneari. È possibile svolgere numerose attività sportive: pesca, barca a vela, surf, canottaggio ed è attrezzato con vari punti di ristoro e con strutture balneari che lo rendono un luogo di villeggiatura nella stagione estiva.

### Luoghi di interesse
- Il centro visite Museo del Bosco, creato dal recupero di vecchi edifici rurali inseriti nel castagneto secolare di Poranceto, a Camugnano.
- Laboratorio delle Acque, posizionato nei pressi della diga.
- Sala della Terra di Castiglione dei Pepoli (a cura dell'Associazione Terra Nostra): conformazioni fossili e geologiche.
- Chiesa dei Santi Giusto e Clemente.
- Chiesa di San Michele Arcangelo.
- Ponte sulla condotta.
- Parco avventura Saltapicchio.

## Sport
Nei dintorni, il parco offre diverse opportunità di escursionismo. Ben 130 km di stradelle forestali e sentieri sempre segnalati rendono percorribile, anche in mountain-bike, tutta l’area, indipendentemente dal grado di allenamento.
Dal 2021 il lago è sede di una delle tappe di Coppa Italia di fondo in acque libere del nuoto pinnato.

## Viabilità
Per raggiungere il lago da Bologna, bisogna seguire le indicazioni per Porretta terme, proseguendo superata quest’ultima località in direzione Pistoia sulla SS Porrettana svoltare a sinistra in località Ponte della Venturina seguendo la SP51 e la SP40.